# 坦索羅辛
坦索羅辛（通用名 Tamsulosin，商品名 Flomax、Harnalidge）是选择性α1受体拮抗剂，使尿路平滑肌松弛，可以治療有症狀的良性前列腺肥大症（BPH）、慢性前列腺炎/慢性骨盆疼痛綜合症，也可以幫助腎結石排出。目前的證據顯示對較大的腎結石效果較好 。此藥品是口服的。
副作用主要包括暈眩、頭痛、失眠、噁心、視力模糊及性慾減退。其他可能的副作用則有姿位性低血壓以及血管性水腫（angiodedma）。此藥是选择性α1受体拮抗剂，且对于前列腺内α1A受体有优先选择性，而非血管内α1B受体；藉此使尿路（包括：膀胱颈、前列腺、输尿管、尿道）平滑肌松弛以達療效。
美國在1997年核可坦索羅辛的醫療使用，已有通用名药物。2018年在美國每劑批發價在美金0.10元以下，而同年在英國國民保健署每劑採購價為0.04英磅。2016年時此藥物是全美國最常被處方藥物排名中的第32名，一年的處方量超過2,200萬劑。

## 外部連結
- Flomax (drugs.com) – U.S. product information
- Product label（页面存档备份，存于） U.S. Food and Drug Administration (FDA)
- Tamsulosin（页面存档备份，存于） – information from USP DI Advice for the Patient